# Pauvre Toutou !
Pour le film de 1910, voir Pauvre Toutou.
Pour plus de détails, voir Fiche technique et Distribution.
Pauvre Toutou ! (Trouble ou Dog Gone Trouble) est un film canadien réalisé par Kevin Johnson, sorti en 2019.
Il sort en salles dans de nombreux pays en 2019 et 2020 puis il est distribué en 2021 sur Netflix dans les pays où il n'est pas sorti en salles, comme le Canada, les États-Unis et la France.

## Synopsis
Terreur (Trouble en VO) est un chien choyé qui vit la belle vie dans un manoir avec sa riche propriétaire âgée, Mme Sarah Vanderwhoozie sous la garde de son fidèle majordome, James et du célèbre dresseur d'animaux, Cesar Millan. Un jour, sa propriétaire meurt de causes naturelles et il reste seul dans le manoir, ignorant son décès. Puis, Claire et Norbert les neveux avides de Madame Vanderwhoozie arrivent pour réclamer leur héritage. Cependant, tout en se débarrassant de certains de ses biens et en prévoyant d'en vendre d'autres qui n'ont pas de prix, ils se débarrassent également accidentellement et sans le savoir de Terreur, envers lequel ils montrent une aversion et une antipathie instantanées. Néanmoins, afin d'hériter légalement de la fortune de leur tante, Claire et Norbert doivent d'abord être disposés et capables de se lier et de s'occuper de Terreur durant trois jours jusqu'à ce qu'ils puissent signer le contrat confié à l'avocat de leur tante, Maître Macbain. Réalisant que Terreur est absent, ils engagent Thurman Sanchez, un expert en pistage d'animaux pour le retrouver à temps avant la date limite.
Après être sorti du camion emportant les affaires de sa propriétaire et après avoir appris la vérité sur elle, Terreur détruit accidentellement le stock de noix d'un groupe d'écureuils dans leur arbre. En guise de vengeance, les écureuils lui volent son collier et s'enfuient, laissant Terreur perdu et seul. Dans la ville, Trouble rencontre une chienne errante nommée Rosy tout en essayant de prendre un repas dans un camion de viande, ce qui se traduit par une poursuite dans un restaurant appartenant au célèbre chef Ludo Lefebvre et à une livreuse de pizza en herbe nommée Zoe Bell perdant ainsi une de ses pizzas lors d'un accident. Après une autre rencontre avec les écureuils, alors qu’il passe la nuit avec Rousey à l'extérieur, Terreur entre dans un parc pour chiens où il rencontre des chiens domestiques: Norm, Gizmo, Bella et Tippy qui l'aident un peu à trouver une maison en le faisant jouer dans la circulation, où Zoe le récupère et l’emmène à son appartement. Elle le garde temporairement jusqu'à ce qu'elle puisse trouver d’où il vient, tout en évitant que son propriétaire ne le découvre , Zoe et Trouble commencent à se lier alors que Zoe écrit sa chanson pour un concours de chant et fabrique un nouveau collier pour Trouble.
Le lendemain, au parc à chiens, malgré des premières impressions houleuses, Norm et les autres chiens aident volontiers Trouble lorsqu'ils découvrent que les écureuils ont pris son ancien collier en l’attaquant à nouveau. Pendant la lutte, Thurman, ayant enfin trouvé Trouble, attrape accidentellement le chef des écureuils, avec qui il passe un marché;  un tas de noix en échange de leur aide à récupérer Trouble pour lui. Après que Zoe ait momentanément laissé Trouble à son appartement, les écureuils tentent de le chasser de l'appartement tout en provoquant un énorme bazar, ce qui fait que Zoe est expulsée par son propriétaire à son retour et que Trouble est envoyé à la fourrière où il retrouve Rousey et se lie d'amitié avec d'autres chiens: Snoop, Otis et Caramel. Trouble apprend de Rousey qu'elle était autrefois un chien d'intérieur comme lui jusqu'au jour où, après avoir sauvé l'enfant de ses propriétaires d'une collision de la route, elle a été accusée à tort de lui avoir fait du mal, et plus tard jetée à la fourrière, ce qui explique sa méfiance envers les humains.
Le jour de la date limite, plutôt que de participer à la compétition, Zoe décide d'aller à la fourrière et de récupérer Trouble mais Thurman l'a déjà récupéré, alors elle part à sa recherche dans toute la ville. Réalisant à quel point Zoe aime et se soucie vraiment de Trouble, Rousey décide d'aider les autres à s'échapper et aide Zoe à le retrouver en utilisant son nouveau collier laissé pour le suivre, avec l'aide des chiens domestiques. Après que Thurman ait rendu Trouble à Claire et Norbert au manoir, il promet  des représailles avec l'aide des écureuils lorsque les jumeaux refusent de le payer comme promis.
Claire et Norbert sont sur le point de réclamer leur héritage après avoir faussement amené M. Macbain à croire qu'ils se sont en fait liés à Trouble jusqu'à ce que Zoe arrive soudainement et révèle ce qui s'est réellement passé. Ensuite, Thurman entre et demande son argent alors qu'il révèle davantage la situation à M. Macbain. Ayant appris la vérité, M. Macbain refuse l'héritage aux jumeaux. Voulant toujours son argent, Thurman convoque les écureuils pour qu'ils détiennent Trouble contre rançon jusqu'à ce que Snoop, Otis et Caramel, ayant suivi Rousey, entrent et qu'une bataille s'ensuit. Lorsque Trouble est menacé contre un ventilateur  par le chef des écureuils, Rousey arrive juste à temps pour le sauver et demande le retour du vieux collier de Trouble avant la fuite des écureuils. Trouble est alors autorisé par M. Macbain à décider qui il veut comme propriétaire, et choisit joyeusement Zoé, ce qui lui permet d'hériter à la fois de Trouble, du manoir, des actifs et de la fortune après la signature du contrat;  au grand dégoût des jumeaux alors qu'eux et Thurman partent. Rousey est également adopté par James;  à sa grande joie.
Zoe utilise l'argent pour renouveler le parc pour chiens rebaptisé The Vanderwhoozie Dog Park dédié à la fois à Mme. Vanderwhoozie et à Trouble, et commence à vivre son rêve de chanteuse, qui attire l'attention du célèbre auteur-compositeur-interprète, Jason Mraz. Ensuite, Snoop, ayant probablement été adopté avec Otis et Caramel par Zoe, continue à chanter en dédicace de Trouble;  à la grande joie des chiens.

## Fiche technique
- Titre : Pauvre Toutou !
- Titre original : Trouble puis Dog Gone Trouble
- Réalisation : Kevin Johnson
- Scénario : Rob Muir et Jordan Katz
- Musique : Jessica Weiss
  - Musique additionnelle : Christopher Braide
  - Production exécutive musicale : Snoop Dogg
- Montage : Kevin Pavlovic et Rob Neal
- Production : Danielle Sterling et John H. Williams
- Société de production : 3QU Media, Cinesite Animation, Storyoscopic Films, Trouble, Vanguard Films and Animation et WV Enterprises
- Pays d'origine :  Canada et  États-Unis
- Langue originale : anglais
- Genre : animation, aventure, comédie, film musical
- Durée : 87 minutes
- Dates de sortie : 
  - Thaïlande : 8 août 2019
  - Monde : 28 mai 2021 (sur Netflix)[2]

## Distribution

### Voix originales
- Big Sean : Trouble (Terreur en VF)
- Pamela Adlon : Rousey
- Lucy Hale : Zoe Bell
- Marissa Jaret Winokur : Claire
- Wilmer Valderrama : Thurman Sanchez
- Joel McHale : Norbert
- Seth Rollins : Norm / le livreur
- Damon Wayans Jr. : Gizmo
- Olivia Holt : Bella
- Carlos PenaVega : Tippy
- Harland Williams : Caramel
- Conrad Vernon : Otis
- Dee Bradley Baker : les écureuils
- Kevin Chamberlin : James
- Jim Cummings : M. MacBain / le patron de la pizzeria
- Manny Streetz : Daan Van Rijssel / le propriétaire
- Ludo Lefebvre : le chef Ludo
- Jason Mraz : lui-même
- César Millán : lui-même
- Snoop Dogg : lui-même (le chien Snoop)
- Betty White : Sarah Vanderwhoozie
- Cori Broadus : Snoopette

### Voix françaises
- Élie Semoun : Terreur
- Céline Ronté : Rousey
- Margaux Maillet : Zoe
- Edwige Lemoine : Claire
- Boris Rehlinger : Thurman
- José Luccioni : Norm
- Alexis Victor : Gizmo
- Emmanuel Garijo : Norbert
- Bruno Magne : Mr. McBain
- Sébastien Desjours : l'écureuil
- Jérôme Pauwels : Caramel
- Diane Dassigny : Bella
- Philippe Catoire : le majordome
- Laurent Morteau : César Millán
- Marc Perez : le propriétaire
- Lucien Jean-Baptiste : Snoop
- Michael Aragones : le chef Ludo
- Cathy Cerda : Madame Vanderwhoozie
- Vincent Desagnat : Otis
- Vincent Ropion : Tippy
- Romain Altché
- Frédéric Souterelle
- Jeanne-Marie Ducarre
- Cerise Calixte